# El Canigó (Juan Gris)
El Canigó és un quadre cubista de Juan Gris realitzat al desembre de 1921 a Ceret que representa una natura morta amb un fons on apareix, a través d'una finestra oberta, el massís del Canigó.

## Descripció i anàlisi
El quadre és una pintura a l'oli sobre tela de 64,8 cm d'altura per 100,3 cm d'amplada. El primer pla està ocupat per una taula, sobre la qual es troben diversos objectes de la vida quotidiana habituals en les natures mortes: una guitarra, un llibre obert, una cistella de fruites. Darrere, una finestra oberta deixa entreveure formes geomètriques blanques sobre un fons blau, que l'espectador pot, ajudat per la llegenda « LE CANIGOU » escrita a dalt del quadre, interpretar com les muntanyes del massís del Canigó, un massís muntanyenc visible des de Ceret, ciutat de Catalunya Nord on Juan Gris tenia el costum de passar l'hivern.
Seguint la tradició cubista, el quadre barreja diverses perspectives. Un racó de la taula es confon amb un dels cims muntanyencs, i la muntanya desborda la finestra com si anés a entrar a la sala.

## Història

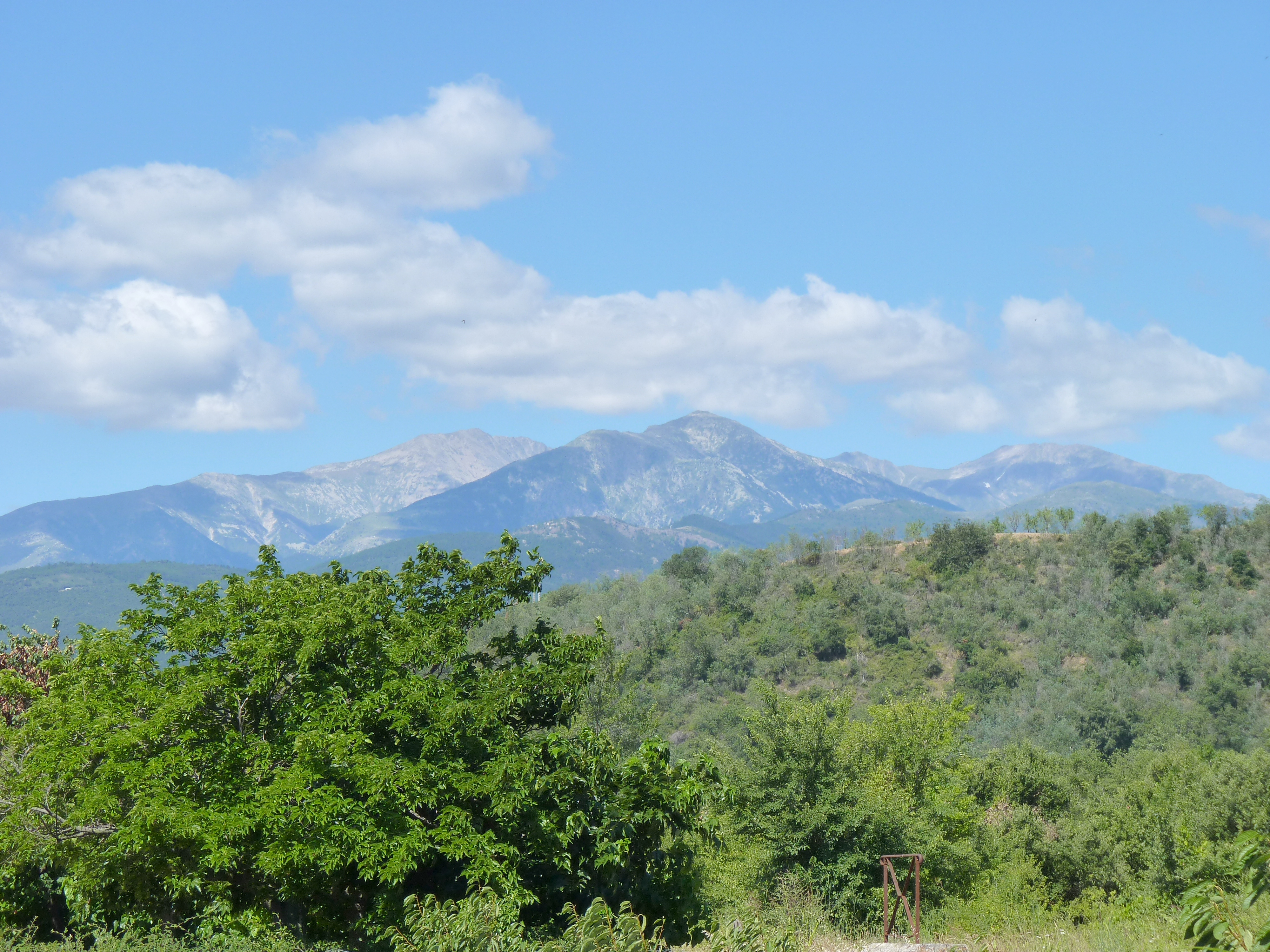
El Canigó vist des de Ceret.

Juan Gris, pintor espanyol nascut l'any 1887 a Madrid, arriba per primera vegada a Ceret amb Pablo Picasso i Georges Braque. De salut fràgil, prendrà el costum de venir i quedar-se durant l'hivern.
L'any 1921, Juan Gris se separa i després es reconcilia amb la seva dona Josette. La parella s'instal·la des del mes d'octubre al mes d'abril de 1922, a Ceret. Gris pinta diverses teles de petits formats que no l'entusiasmen gaire i s'avorreix en aquesta petita ciutat, però, el mes de desembre, s'apassiona per un nou projecte: El Canigó.
El quadre és adquirit l'any 1925 a la galeria Simon per Gottlieb Friedrich Reber. El 20 d'octubre de 1947 el quadre és comprat per Curt Valentin per del Buffalo AKG Art Museum.